# Viola lanceolata
Viola lanceolata L. – gatunek roślin z rodziny fiołkowatych (Violaceae). Występuje naturalnie w środkowej i wschodniej części Ameryki Północnej. 

## Rozmieszczenie geograficzne
Rośnie naturalnie w środkowej i wschodniej części Ameryki Północnej. Został zaobserwowany w Kanadzie (w prowincjach Nowy Brunszwik, Nowa Fundlandia i Labrador, Nowa Szkocja, Ontario, Quebec i Wyspa Księcia Edwarda) oraz Stanach Zjednoczonych (w Alabamie, Arkansas, Connecticut, Delaware, Dystrykcie Kolumbii, na Florydzie, Georgii, Illinois, Indianie, Iowa, Kentucky, Maine, Marylandzie, Massachusetts, Michigan, Minnesocie, Missouri, Nebrasce, New Hampshire, New Jersey, stanie Nowy Jork, Północnej Karolinie, Ohio, Oklahomie, Pensylwanii, Rhode Island, Południowej Karolinie, Tennessee, Teksasie, Vermoncie, Wirginii, Wirginii Zachodniej i Wisconsin). Ponadto został introdukowany w Kolumbii Brytyjskiej, stanie Waszyngton, Oregonie, Kolumbii i Wenezueli.  

## Morfologia
PokrójBylina dorastająca do 5–30 cm wysokości, tworzy kłącza i rozłogi.
LiścieBlaszka liściowa ma kształt od lancetowatego do eliptycznego. Mierzy 2,5–12 cm długości oraz 0,7–2,5 cm szerokości, jest niemal całobrzega, ma sercowatą nasadę i ostry wierzchołek. Ogonek liściowy jest nagi i ma 2–12 cm długości. Przylistki są równowąsko lancetowate.
KwiatyPojedyncze, wyrastające z kątów pędów. Mają działki kielicha o owalnym lub lancetowatym kształcie. Płatki są odwrotnie jajowate i mają białą barwę, dolny płatek jest odwrotnie jajowaty, mierzy 7-12 mm długości, z niebieskimi żyłkami, posiada obłą ostrogę o długości 1-2 mm.
OwoceTorebki mierzące 5-8 mm długości, o elipsoidalnym kształcie.

## Biologia i ekologia
Rośnie na łąkach, brzegach cieków wodnych, skarpach, rowach i terenach bagnistych. Występuje na wysokości do 2000 m n.p.m.

## Zmienność
W obrębie tego gatunku oprócz podgatunku nominatywnego wyróżniono jeden podgatunek:
- Viola lanceolata subsp. vittata (Greene) N.H.Russell – występuje w Alabamie, Arkansas, na Florydzie, Georgii, Illinois, Luizjanie, Missisipi, Północnej Karolinie, Oklahomie, Południowej Karolinie, Tennessee, Teksasie i Wirginii[6]